# Mandelkleie
Mandelkleie ist ein Nebenprodukt bei der Herstellung von Mandelöl aus Mandeln (Prunus amygdalus). Nach dem Abpressen des Öls bleibt der so genannte Presskuchen als fester Rückstand übrig, der noch feucht ist und aus Schalen sowie Fruchtresten besteht. Im weiteren Herstellungsprozess wird der Presskuchen homogenisiert und getrocknet.
Mandelkleie wird – mit warmem Wasser und Zusätzen wie Seesand oder Natriumperborat breiartig angerührt – zu Hautpflegepräparaten verarbeitet und z. B. als Gesichtspackung benutzt.